# Joachim von Sydow
Joachim von Sydow (død februar 1687 i Danzig) var en tysk officer.
Han var i dansk tjeneste og sluttede sin karriere som generalmajor og øverstbefalende over fristaden Danzig, hvilket han var fra 1685 (bestalling 9. november) til sin død. Han blev efterfulgt af Carl Henrich von der Osten.
Han er begravet i Marienkirche i samme by, hvor der findes et epitafium med portrætmaleri, som overlevede ødelæggelserne i 1945.